# Palm
Palm, Inc. byla americká firma se sídlem v Sunnyvale ve státě Kalifornie, která vyráběla zejména smartphony a PDA. Mezi její produkty patří Palm Pre a Palm Pixi, Palm Treo nebo Palm Centro. Předchozí produktové série zahrnovaly Palm Pilot, Palm III, Palm V, Palm VII, Zire (Zire Handheld) a Palm Tungsten. Starší zařízení běžela na PalmOS Garnet, čtyři edice Trea běžely na Windows Mobile. V roce 2009 firma Palm oznámila nový operační systém WebOS, který nahradil PalmOS ve všech zařízeních.
Dne 28. dubna 2010 firma HP oznámila, že se rozhodla firmu Palm koupit za 1,2 miliardy USD. Obchod se uskutečnil dne 1. července 2010. V srpnu 2011 však HP oznámila, že ukončuje výrobu všech zařízení s WebOS, včetně smartphonů i tabletu TouchPad, který byl uveden na trh v červenci 2011.

## Historie
Firma Palm Computing byla založena v roce 1992 Jeffem Hawkinsem, který vyhledal spolupráci Donny Dubinského a Eda Colligana, a všichni pak vedli Palm k vynálezu zařízení Palm Pilot. V roce 1993 začala firma vytvářet PDA s názvem Zoomer. Zařízení byla vyráběna firmou Tandy a distribuována firmou Casio, zatímco Palm poskytoval PIM software. Operační systém byl poskytnut firmou Geoworks. Zoomer obchodně neuspěl, ale firmě Palm se podařilo přežít díky prodeji synchronizačního software pro HP zařízení a softwaru Graffiti pro rozpoznávání ručně psaného písma pro Apple Newton MessagePad.
Společnost byla koupena firmou U.S. Robotics Corp v roce 1995. V červnu roku 1997 se Palm stal součástí firmy 3Com, když firma 3Com koupila firmu U.S. Robotics. V červnu roku 1998 nebyli zakladatelé spokojeni se směrem, kterým se společnost díky 3Com ubírala, a tak ji opustili a založili novou firmu s názvem Handspring.
V lednu roku 2002 firma Palm založila pobočku PalmSource, která vyvíjela PalmOS. PalmSource byla poté odtržena od Palmu jako nezávislá společnost. V srpnu roku 2003 se hardwarové oddělení společnosti spojilo s firmou Handspring a bylo přejmenováno na palmOne. Známka Palm byla držena ve společném vlastnictví holdingové společnosti.

## Spojení do jedné společnosti
V dubnu roku 2005 palmOne koupil podíl patřící firmě PalmSource v ochranné známce „Palm“ za třicet milionů amerických dolarů. V červenci roku 2005 palmOne představil svoje nové jméno, které se vrátilo k původnímu Palm. Později v roce 2005 firma ACCESS, která se specializovala na mobilní a vestavěné prohlížečové technologie, koupila firmu PalmSouce za 324 milionů USD. Dne 4. ledna roku 2006 firma Palm uvedla na trh Palm Treo 700w, první Windows Mobile Treo, ve spolupráci s partnery firem Verizon Wireless a Microsoftem. V prosinci roku 2006 zaplatil Palm 44 milionů USD firmě ACCESS za práva ke zdrojovému kódu od firmy Palm OS Garnet. Touto dohodou opět vznikla sjednocená firma vyrábějící Palm hardware i Palm software. Palm mohl pozměňovat a upravovat licencovaný software tak, jak potřeboval, a nemusel platit žádné poplatky firmě ACCESS.
Dne 18. prosince roku 2008 Palm CEO Ed Colligan oznámil, že společnost už nebude nadále vyvíjet žádné nové kapesní PDA. Dne 8. ledna roku 2009 na CES v Las Vegas oznámil Palm nový operační systém webOS a smartphone Palm Pre. Zařízení se začalo prodávat dne 6. června 2009 a původně bylo vydáno exkluzivně u operátora Sprint.

## Odkoupení firmou Hewlett-Packard
Dne 28. dubna roku 2010 firma Hewlett-Packard oznámila, že koupí firmu Palm za 5,70 USD za akcii v celkové sumě 1,2 miliardy USD. Další den akcie firmy Palm stouply o 26 %. Odkoupení bylo dokončeno dne 1. července 2010. V srpnu 2011 však HP oznámila, že ukončuje výrobu všech zařízení s WebOS, včetně smartphonů i tabletu TouchPad, který byl uveden na trh v červenci 2011.